# فجر آخر (مسلسل)
فجر آخر مسلسل درامي سوري رومانسي للمخرج فراس دهني، بدأ عرضه على قناة أوبريت، في 1 رمضان سنة 1428هـ/2007م واستمر عرضه حتى تاريخ 30 رمضان 1428هـ/2007م ويتألف المسلسل من 30 حلقة.

## قصة المسلسل
تدور احداث هذا المسلسل حول ستة أصدقاء مهند وناصر ومعن وسليم وأمجد وهيثم ينتمون لفئات اجتماعية مختلفة. تبدأ الأحداث في يوم خميس، اليوم الذي يجتمع في سهرة الخميس منذ سنين طويلة وتفرقهم مشاربهم واهوائهم وانتمائتهم الطبيقية.

## تمثيل
قائمة طاقم تمثيل المسلسل
- باسم ياخور
- نسرين طافش
- قيس شيخ نجيب
- كندة علوش
- جلال شموط
- ديمة الجندي
- مانيا نبواني
- عدنان أبو الشامات
- ليليا الأطرش
- طلحت حمدي
- ضحى الدبس